# گیتاله

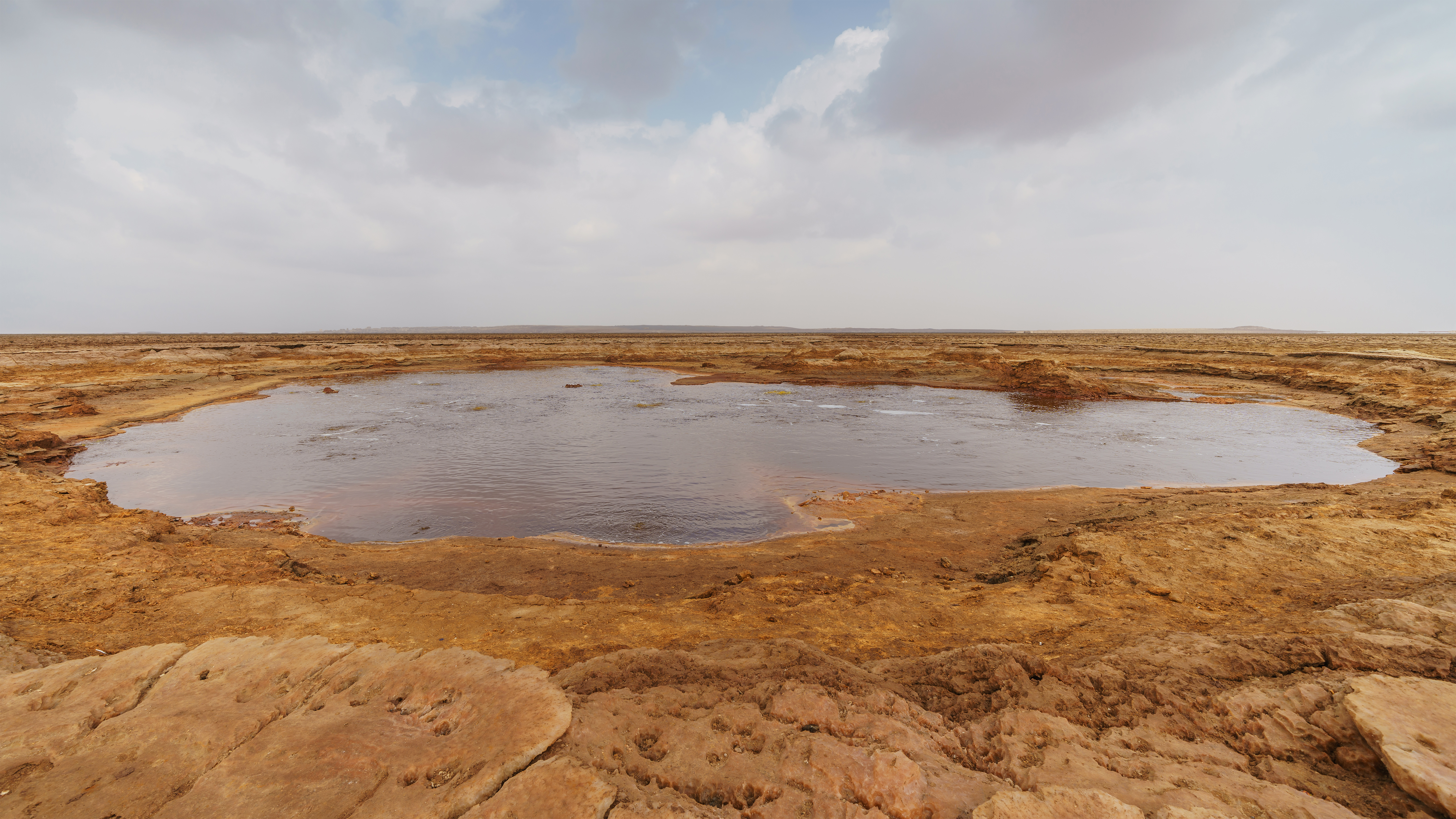
نمایی از دریچهٔ گیتاله که تقریباً به شکل هلال است

گِیتاله (Gaet'ale) دریاچهٔ کوچکی است از طبقهٔ دریاچه‌های زیاده‌شور که در نزدیکی دالول منطقه عفر اتیوپی واقع شده‌است. این دریاچه بر روی یک چشمهٔ آب‌گرم تکتونیکی (زمین‌ساختی) شکل گرفته و هیچ جریان ورودی یا خروجی آشکاری ندارد. آب دریاچهٔ گیتاله دارای ۴۳٪ شوری است که این دریاچه را تبدیل به شورترین دریاچهٔ روی زمین نموده‌است. تا پیش از این، این رکورد در تملک آبگیر دون خوان با میزان شوری آب ۳۳/۸٪ بود که امروزه، به رتبهٔ دوم دریاچه‌های زیاده‌شور دنیا تنزل یافته و در سرزمین ویکتوریای جنوبگان واقع است.
گیتاله بزرگترین دریاچه از یک مجموعه دریاچه‌ها و آبگیرهای کوچکی است که در حدود ۴ کیلومتری جنوب‌شرقی چشمه‌های دالول واقع شده‌است و فُرم آن به صورت هلالی شکل است که دارای قطر ۶۰ متر است. بنا بر اظهارات ساکنان روستاهای مجاور، این حوضچه پس از وقوع زلزلهٔ ژانویه سال ۲۰۰۵ تشکیل گردید. آب‌های دریاچه، از چشمه‌های آب‌گرمی که در زیر آن جریان دارد تأثیر می‌پذیرد و به همین مناسبت، دمای آب دریاچهٔ گیتاله در حدود ۵۰–۵۵ درجه سانتیگراد از محیط پیرامونش گرم‌تر است. در ترکیبات نمک آب دریاچه میزان معتنابهی کلرید کلسیم، کلرید منیزیم، سدیم، پتاسیم و نیتریت می‌باشد که این ترکیبات، رنگ زرد خاصی را به آب بخشیده‌است. اغلب اوقات حباب‌های گاز بدون بویی از سطح دریاچه ساطع می‌شود. اجساد پرندگان و حشرات نیز در اطراف دریاچه مشاهده شده‌است و اعلام گردیده که گاز متصاعد شده از دریاچه، برای حیوانات کوچک و انسان‌ها مضر است.

## نگارخانه

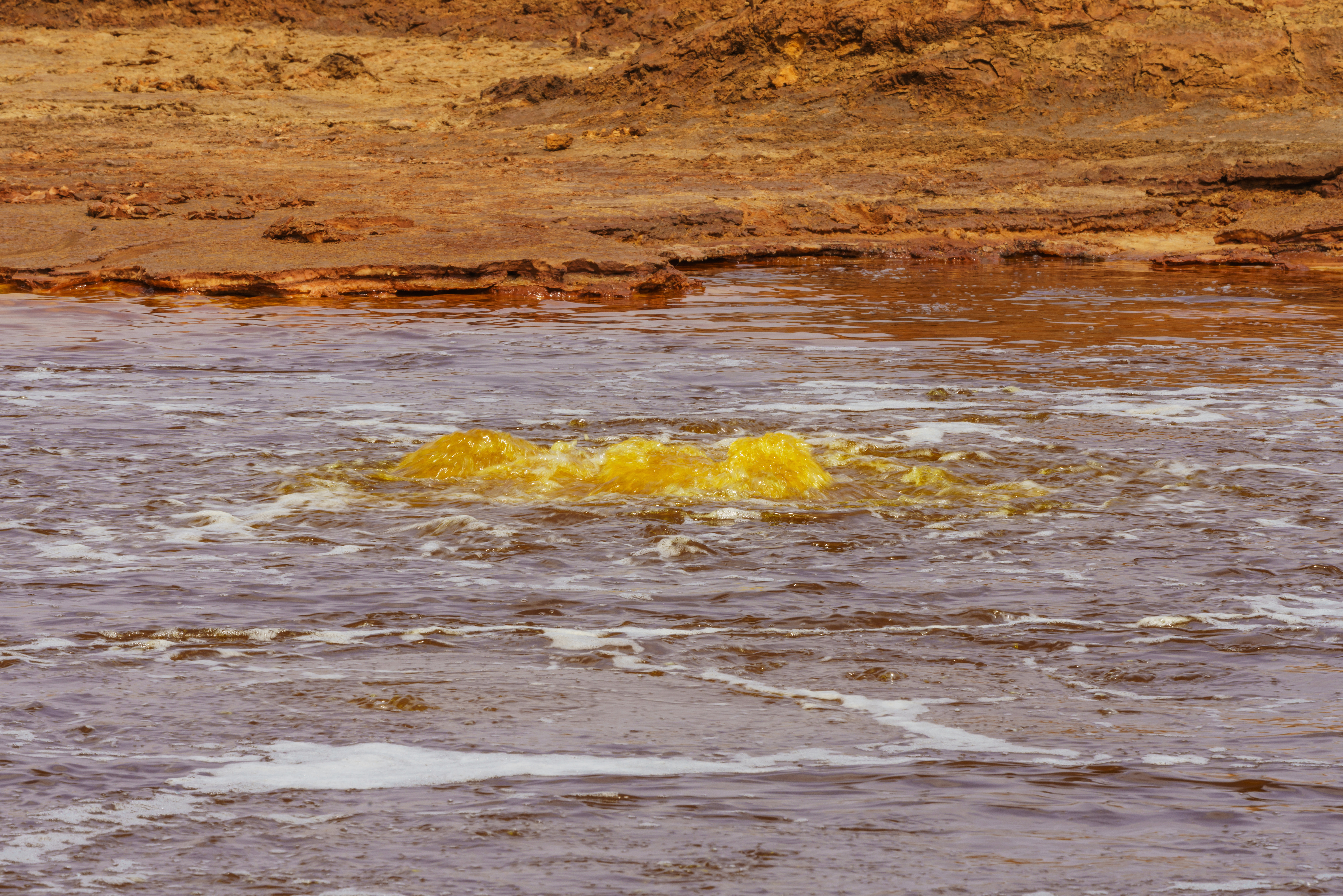